# Ludwig Christian Crell
Ludwig Christian Crell (* 28. Mai 1671 in Neustadt bei Coburg; † 15. November 1733 in Leipzig) war ein deutscher Philosoph.

## Leben
Ludwig Christian Crell war der Sohn eines Pfarrers. Er studierte ab 1690 in Leipzig, erwarb 1693 seinen Titel als Magister und habilitierte kurz darauf. Ab 1699 bekleidete er das Amt des Rektors der Nikolaischule in Leipzig. Im gleichen Jahr wurde er Assessor der Philosophischen Fakultät an der Universität Leipzig.
Im Jahre 1708 erfolgte seine Ernennung zum außerordentlichen, dann kurze Zeit danach zum ordentlichen Professor für Philosophie. An der Universität bekleidete er mehrmals Ämter, darunter die des Dekans und Prokanzlers.
Er veröffentlichte zahlreiche philosophische Programme. Er zeichnete sich durch das Abfassen von lateinischen Gedichten und durch Reden aus. Der Anatom Johann Friedrich Crell war sein Sohn.

## Werke
- De vario logices pretio, 1716
- De imaginationis in mentem corpusque, 1716
- De Antonio Musa, Augusti medico, 1725